# Коаланјоки
Коаланјоки (рус. Коалланйоки) руска је река која протиче преко северозападних делова Мурманске области, односно преко територије њеног Кољског рејона. Десна је притока реке Лоте у коју се улива на њеном 99. километру, те део басена реке Туломе и Баренцовог мора.
Дужина водотока је 49 km, а укупна површина сливног подручја око 596 km². Најважнија притока је река Карнојоки.